# Rosina Randafiarison
Rosina Randafiarison (29 dicembre 1999) è una sollevatrice malgascia attiva nelle categorie dei pesi mosca (fino a 45 kg.) e dei pesi gallo (fino a 48/49 kg.).

## Carriera
All'età di 17 anni Rosina Randafiarison ha vinto la medaglia d'argento nella categoria fino a 48 kg. ai Campionati africani di Vacoas-Phoenix 2017 con 130 kg. nel totale.
Due anni dopo ha vinto la medaglia d'oro ai Campionati africani de Il Cairo 2019 nella categoria dei pesi mosca con 150 kg. nel totale e, nella stessa categoria, qualche mese dopo, ha vinto un'altra medaglia d'oro ai Giochi panafricani di Rabat con 155 kg. nel totale.
Nel 2021 ha conquistato la sua seconda medaglia d'oro continentale ai Campionati africani di Nairobi con 135 kg. nel totale.
L'anno seguente non è riuscita a classificarsi ai Campionati mondiali di Bogotà nella categoria fino a 49 kg. per aver fallito i tre tentativi nella prova di slancio, dopo aver chiuso la prova di strappo al 28º posto.
Nel 2023, tuttavia, ritornando alla categoria inferiore dei pesi mosca, è riuscita a vincere la medaglia d'argento ai Campionati mondiali di Riad con 170 kg. nel totale.
Un anno dopo ha vinto la sua terza medaglia d'oro ai Campionati africani di Ismailia con 169 kg. nel totale, risalendo alla categoria dei pesi gallo (fino a 49 kg.) e, successivamente, ha preso parte alle Olimpiadi di Parigi 2024, terminando al 10º posto finale con 180 kg. nel totale.